# 椰絲糯米糕

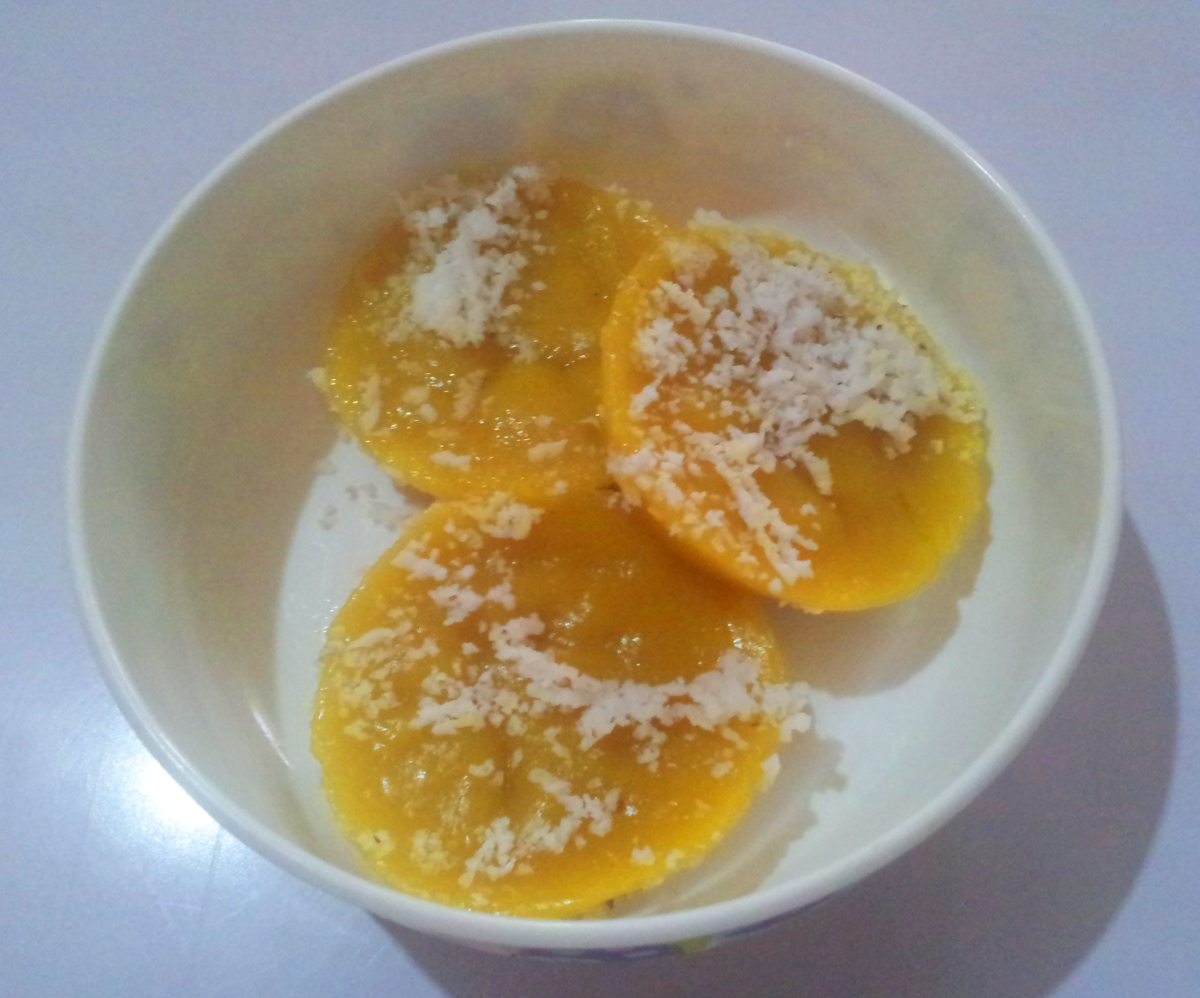
加工的椰絲糯米糕

椰絲糯米糕（英文：Kutsinta）是源自菲律賓的一種蒸米糕（Puto）。

## 作法
用米粉、紅糖、鹼液、黄色食用色素和胭脂樹紅混合製成，使用小模子蒸煮熟後加入磨碎的椰子肉，經常被當作一種小吃並與蛋糕一起販售；椰絲糯米糕與其它不同之處是形狀成果凍狀且耐嚼，也可通過添加焦糖椰漿增強口味。